# Xu Da

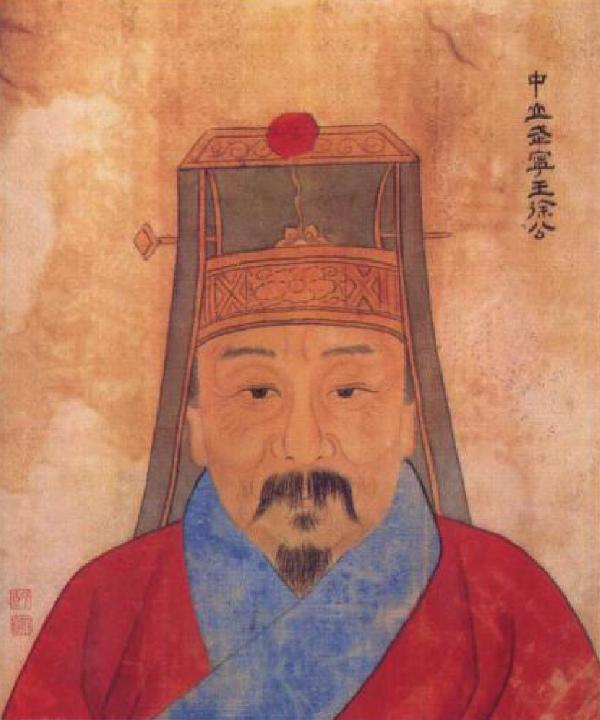
Xu Da

Xú Dá (chinesisch 徐達 / 徐达; * 1332, Fengyang, Anhui; † Februar 1385, Nanjing, Jiangsu) war ein chinesischer General, der sich Verdienste unter der Ming-Dynastie erwarb. Er war ein enger Vertrauter des ersten Ming-Kaisers Hongwu und Schwiegervater des dritten Ming-Kaisers Yongle, der noch unter dem Namen Zhu Di 1376 Xus Tochter heiratete.

## Die Anfangszeit unter den Ming
Im Jahr 1353 schloss Xu Da sich den Roten Turbanen an, wurde dem Kommando des zukünftigen Kaisers unterstellt, der damals noch Zhu Yuanzhang hieß, und war an der Unterwerfung mehrerer Warlords beteiligt. In der Anfangszeit der Ming-Dynastie griff er im Jahr 1368 mit mehreren anderen Offizieren die Stadt Dadu (heute Peking) an – damals Hauptstadt der mongolischen Yuan – und zwang ihren Herrscher Toghan Timur zur Flucht.
Xu Da verfolgte die fliehenden Mongolen. Im Laufe dieser Verfolgung gelang es ihm, den eigentlich mit den Mongolen verbündeten koreanischen General Yi Seonggye, den späteren Gründer der koreanischen Joseon-Dynastie, auf seine Seite zu ziehen. Später drang er auf mongolisches Territorium vor und nahm 1370 die Stadt Yingchang ein. Dabei nahm er tausende mongolische Edelleute gefangen. Toghan Timurs Sohn und Nachfolger Biligtü Khan zog sich nach Karakorum zurück.
Nach der Einnahme von Karakorum zogen Xu Das Truppen weiter nach Norden über das Jablonowygebirge bis in die heutige sibirische Region Transbaikalien. Als er seinen Feldzug beendet hatte, waren die mongolischen Truppen stark dezimiert. Der Hongwu-Kaiser ließ daraufhin das Bild Xus an erster Stelle im Ming-Tempel der Verdienstvollen Männer anbringen. Xu Da lebte zu dieser Zeit in Nanjing.

## Statthalter und Baumeister
Im Jahre 1370 wurde Xu Da von Hongwu als Statthalter der nun in Beiping umbenannten Stadt Dadu ernannt, um den damals erst zehnjährigen Prinzregenten Zhu Di zu unterstützen, und war gleichzeitig Oberkommandierender der Nordarmeen. 1371 siedelte Xu nach Beiping um, unterwies Zhu Di, den späteren Kaiser Yongle, und unternahm mit ihm Militärexpeditionen in die Mongolei. 1376 heiratete Zhu Di im Alter von 16 Jahren Xus Tochter. 
Xu Da war am starken Ausbau der Großen Mauer unter den Ming beteiligt. Nach der Eroberung von Peking veranlasste er die Verstärkung und den Ausbau der Passfestung Juyongguan, und in den Jahren 1376 bis 1381 auch den Wiederaufbau der Festungen Gubeikou, Xifengkou und Songtingguan sowie den Bau der Festungsstadt Shanhaiguan und die Verstärkung der Mauer zwischen Shanhaiguan bis Juyongguan. Insgesamt wurden unter der Leitung von Xu Da 32 Festungen erbaut.
1384 erkrankte Xu Da, zog wieder nach Nanjing und starb 1385 unter mysteriösen Umständen. Seine Grabstätte gehört zu den Kaiserlichen Grabstätten der Ming- und der Qing-Dynastien, die heute auf der Liste der Denkmäler der Volksrepublik China und auf der Liste des UNESCO-Welterbes stehen.